# حانين
حانين إحدى قرى قضاء بنت جبيل في محافظة النبطية تقع قرب مدينة بنت جبيل في لبنان وتبعد عنها حوالي 7كلم وترتفع عن سطح البحر حوالي 670 متراً.
يحدها بلدات الطيري شمالاً عين إبل وعيتا الشعب جنوباً وعين إبل شرقاً وبلدة دبل غرباً يبلغ تعداد السكان فيها حوالي 3000 آلاف نسمة. فيها بعض الآثار القديمة كعين الماء المشهورة وبعض الآثارات الرومانية ويقع فيها مقام الشيخ حسن الحانيني الذي كان فقيهاً وعالماً وشاعراً وعين مفتياً لجبل عامل في أيام فخر الدين وخلال حكم الجزار في عكا له مؤلفات دينية وشعرية كثيرة.
تعرضت حانين سنة 1920 إلى الحرق وأعيد بنائها. ساندت بلدة حانين الثورة الفلسطينية منذ النكبة عام 1948وقدمت للنازحين من الأراضي الفلسطينية كل دعم ومساعدة وأمنت لبعضهم المأوى والمسكن حيث كان بين أبناء البلدة وبعض القرى الفلسطينية علاقات صداقة ومودة. ظلت البلدة على هذا الحال إلى العام 1976 ففي 16 تشرين الأول من ذاك العام قامت قوات إسرائيلية وبعض المتعاملين معها من بعض البلدات باحتلال البلدة بعد حصارٍ دام 52 يوماً فاستشهد حوالي 9 أشخاص وجرح العشرات وتم تدمير البلدة بيتاً بيتاً حتى غدت حانين أثراً بعد عين ونزح أهلها إلى ثتى بقاع لبنان حيث دام التهجير داخل الوطن 24 عاماً.
أعيد بناء الجزء الأكبر لبلدة حانين بدعم ومساهمة فعالة من دولة الكويت وبرعاية دولة الرئيس نبيه بري ومجلس الجنوب وكل الخيرين.
يتألف مجلسها البلدي من 12 عضواً
ومجلسها الاختياري من عضواً واحداً.

## التسمية
يرى البعض أن «أصل الاسم أرامي سرياني، ويعني مكاناً عتيقاً خرباً، ومجازاً يعني مكاناً أثرياً».
وفي موضع آخر، يقال أن «حانين تعني الرحمة، ولها معاني عديدة، ومنها:
المرحوم والمتوفي، الذي يستحق الحنان، والمعسكرون المخيمون، النازلون، ويقال أنها كانت تدعى «دير حنّةً، وعرفت بـ«قبة النور».
السيد محسن الأمين ذكرها في خططه وقال: «حانين» بحاء مهملة، وألف ونون مكسورة، ومثنّاة تحتية، ساكنة ونون، وقيل اسمها عبراني، معناه الرحمة».
ونقل حسين شبيب حسن علي شهاب للشيخ إبراهيم سليمان، أن «اسمها كان «دير حنّة»، وينقل ذلك عن القدماء».
أما أنيس فريحة، فيقول في تعريف كلمة حانين: «ان هذا الاسم يحتمل عدة تفسيرات، قد يكون HANINA، بمعنى الذي يستحق الحنان، أو جذر HANA بمعنى عسكر».

## احتلاها وتهجيرها
بعد مؤتمري الرياض والقاهرة، في تشرين الثاني سنة 1976، شهدت مختلف المناطق اللبنانية وقفاً للقتال، إلا أن المنطقة الحدودية، كان يجري فيها إعداد معين لأداء دور جديد، وتمثل ذلك باتخاذ جملة من الخطوات أهمها: نقل المسلحين من بيروت وغيرها، من عناصر الجبهة اللبنانية، إلى القرى المسيحية الحدودية في الجنوب، ثم قيام تعاون وثيق، ضمن الإستراتيجية والخطة، بين هذه القوات المسلحة وإسرائيل، ومن ضمنه التدريب والتسليح، وإقامة دورات عسكرية تدريبية سريعة لأبناء تلك القرى، وتسهيل سيطرة المسلحين على هذه القرى سيطرة تامة.
هذه الأمور ترافقت مع أمر آخر، تمثّل بانسحاب معظم عناصر المقاومة، مع أسلحتهم، من بيروت إلى الجنوب، بحسب ما تسمح به الاتفاقيات المعقودة بين المقاومة والسلطة اللبنانية، وخاصة اتفاقية القاهرة.
هكذا انتقلت الحرب بشكل واضح من بيروت إلى الجنوب، بعد أن كانت قد استكملت كل الاستعدادات المطلوبة لذلك، من قبل اللاعبين الرئيسيين.
في تلك الفترة، جرى أمر غاية في الخطورة، ألا وهو احتلال أول بلدة شيعية في المنطقة، وهي «حانين»، في ت2 سنة 1976، وكانت هذه البلدة تضم عدداً كبيراً من محازبي حزب البعث العربي الاشتراكي، المدعومين من جهات ومنظمات فلسطينية.
منذ بداية شهر آب سنة 1976، «قام الإسرائيليون، وبعض عملائهم بعزل قرية حانين لمدة شهرين، لأن الأهالي رفضوا إبداء أي نوع من التعاون مع المسلحين التابعين لإسرائيل، الذين فرضوا سيطرتهم المسلحة على قرى عين إبل، رميش ودبل.
وخضعت حانين لحصار محكم، تمويني وأمني، أجبر الأهالي على نقل مرضاهم، وتهريب المواد التموينية إلى قريتهم، عبر الطريق الوعرة، التي تربطهم بقرية الطيري .
وحول بدء العمليات العسكرية، التي أسفرت عن احتلال حانين، يُذكر انه في «ليل السادس عشر من تشرين الأول سنة 1976، تعرضت القرية إلى قصف مدفعي شديد، استمر عدة ساعات، مصدره المستوطنات الإسرائيلية، وتحت غطاء القصف، تقدمت نحو القرية قوة إسرائيلية مؤللة، وأيضاً زمر مسلّحة تابعة لإسرائيل، حيث اقتحمت منازل القرية، وبدأ عناصرها بقتل السكان ونهب ممتلكاتهم.
ألقي القبض على المواطن علي شهاب (أبو شوقي)، من بين جموع أهالي القرية، وقتل بضربات من الفأس على رأسه، وقتل الحاج أحمد صوفان داخل منزله، ثم أشعل المسلحون النار بالمنزل.
وعمد جنود العدو وعملاؤهم، إلى اغتيال عدد آخر من المواطنين داخل منازلهم، أو في الطرقات، ومنهم: علي محمد شهاب، محمد حسن قشاقش، أحمد الحاج حسين صوفان، أحمد الشامي، حسن شبيب شهاب في بيروت، محمد أسعد قشاقش من طريق العديسة، مريم عباس، هلا سويدان، وبدر شامي. هذا وعمدت القوات الإسرائيلية بعد المجزرة، على إجبار الأهالي على الرحيل عن قريتهم، وعملت على تسوية منازل القرية بالأرض، باستثناء غرفة واحدة دون سقف، لا تزال ترمز إلى وجود هذه القرية».
بعد فترات طويلة من تهجير أهالي بلدة حانين، جرت محاولات من قبل هؤلاء للعودة إلى أرضهم وبلدتهم، لكن كل المحاولات كانت تفشل بعد اصطدامها بعقبات، حيث كانت السلطة المحتلة تفرض شروطاً قاسية على العودة، مما كان يشكل عائقاً أمام تنفيذ الأمر.

## وصلات خارجية
لمزيد من الإطلاع على أحوال هذه البلدة اللبنانية مراجعة مواقعها على الروابط:
- http://www.hanin.gov.lb/
- http://haninvillage.com/
- http://www.haninonline.net/